# NGC 7321
NGC 7321 је спирална галаксија у сазвежђу Пегаз која се налази на NGC листи објеката дубоког неба.
Деклинација објекта је + 21° 37' 19" а ректасцензија 22h 36m 27,9s. Привидна величина (магнитуда) објекта NGC 7321 износи 13,0 а фотографска магнитуда 13,8. NGC 7321 је још познат и под ознакама UGC 12103, MCG 3-57-21, CGCG 452-31, KAZ 227, IRAS 22340+2121, PGC 69287.